# Chic Charnley
Ne pas confondre avec James Charnley House, maison historique à Chicago.
James Callaghan Charnley, couramment appelé Chic Charnley, est un footballeur puis entraîneur écossais, né le 11 juin 1963 à Glasgow. Évoluant au poste de milieu de terrain, il est principalement connu pour ses saisons à Clydebank, St Mirren, Dundee, Hibernian, Bolton Wanderers, Djurgårdens IF et surtout Partick Thistle. Il est aussi réputé pour son comportement très impulsif sur le terrain (il a reçu un total de 17 cartons rouges dans sa carrière), ce qui a d'ailleurs nuit à sa carrière.

## Biographie

### Carrière de joueur
Ayant grandi dans la banlieue nord de Glasgow, il a failli signer au Celtic (club dont il est supporteur) alors qu'il était encore jeune mais le départ de l'entraîneur qui voulait le recruter, Lou Macari, a empêché la signature de se faire.
C'est avec Partick Thistle qu'il a réalisé la plus grande partie de sa carrière, devenant une sorte de héros pour les supporteurs des Jags. Sa relation avec l'entraîneur John Lambie est aussi particulière, ce dernier le recrutant à quatre occasions.
Mais c'est toutefois lors de sa saison à Hibernian que son niveau de jeu a été le plus élevé, au point où il faisait partie des joueurs short-listés pour une sélection en équipe d'Écosse, néanmoins sans que cela n'aboutisse à une sélection. 
Plusieurs fois dans sa carrière, il a semblé être hors de forme et prêt à arrêter le football professionnel pour finalement revenir à un bon niveau quelques mois plus tard et relancer sa carrière dans un nouveau club. Il finit sa carrière à Partick Thistle à presque 40 ans, son dernier match étant une victoire 3-2 à l'extérieur contre Hibernian.
Il est connu aussi pour avoir repoussé, en compagnie de deux autres joueurs de Partick Thistle, deux adolescents qui avaient tenté de les agresser, armés d'un sabre de samouraï.

### Carrière d'entraîneur
À la suite de sa retraite de joueur, il intégra le staff technique de Partick Thistle sous la direction de l'entraîneur Gerry Collins (en) puis celui de Clyde sous Jim Duffy (en).
Entre février 2007 et janvier 2008, il était copropriétaire d'un pub à Glasgow, appelé The Thistle. En 2009, il a publié une autobiographie Seeing Red: The Chic Charnley Story.
En janvier 2017, il a révélé que, lorsqu'il s'était reconverti en tant que chauffeur de taxi, il avait réussi à persuader une femme qui voulait se suicider de ne pas passer à l'acte.
Depuis 2011, il fait partie du Hall of Fame de Partick Thistle.